# Parodické náboženství

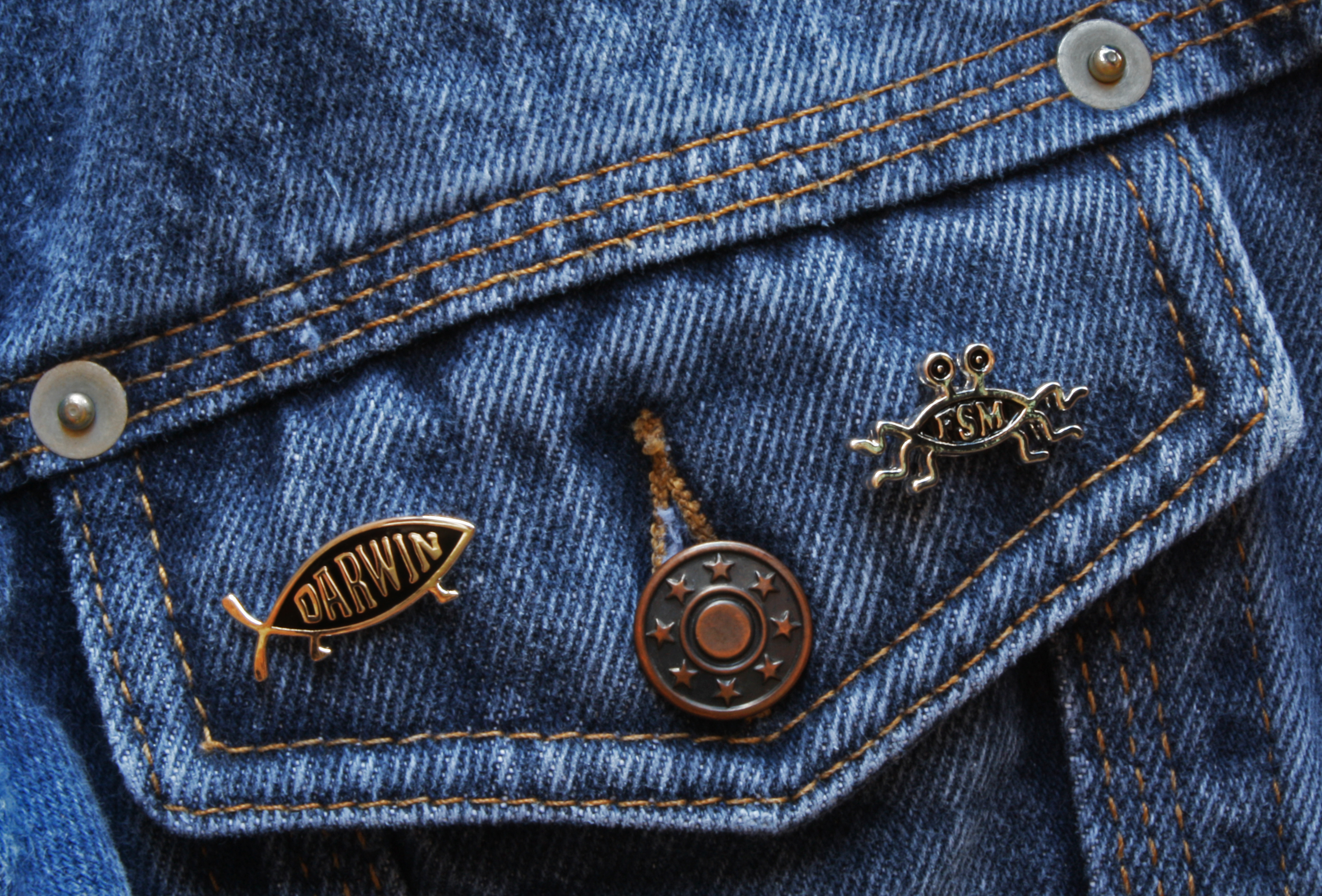
Ateistické odznaky

Jako parodické náboženství nebo též posměšné náboženství či žertovné náboženství se označuje systém připomínající náboženství a parodující konkrétní náboženský směr nebo náboženství obecně. Často se tak děje prostřednictvím humoru, satiry nebo burlesky (literárního výsměchů). Je často konstruované pro dosažení specifického účelu spojeného s jiným systémem víry a může být parodií i několika náboženství, sekt, guruů, kultů nebo nových náboženských hnutí současně. Anebo nemusí parodovat žádné konkrétní náboženství, ale samotný koncept náboženské víry jako takové. Některá parodická náboženství zdůrazňují zábavu; nová víra může sloužit jako podnět pro společenskou interakci mezi stejně smýšlejícími. Parodická víra však může chtít i podnítit debatu o definici náboženství v daném státě tím, že si tato víra nárokuje právní výhody (zejména daňové úlevy) náboženského hnutí. Parodická náboženství tak mohou fungovat jako forma protestu proti výhodám náboženských institucí.
Dalším z cílů parodických náboženství je zdůraznění nedostatků konkrétních argumentů pro náboženství podle logiky, že pokud lze daný argument použít také k podpoře jasné parodie, pak je původní argument jasně chybný. Nejznámějším příkladem takovéhoto náboženství je Církev Létajícího špagetového monstra, která v reakci na vyučování kreacionizmu na školách zažádala, aby se na školách učilo o stvoření světa velkou špagetovou příšerou.